# アドルフ・フリードリヒ1世 (メクレンブルク公)

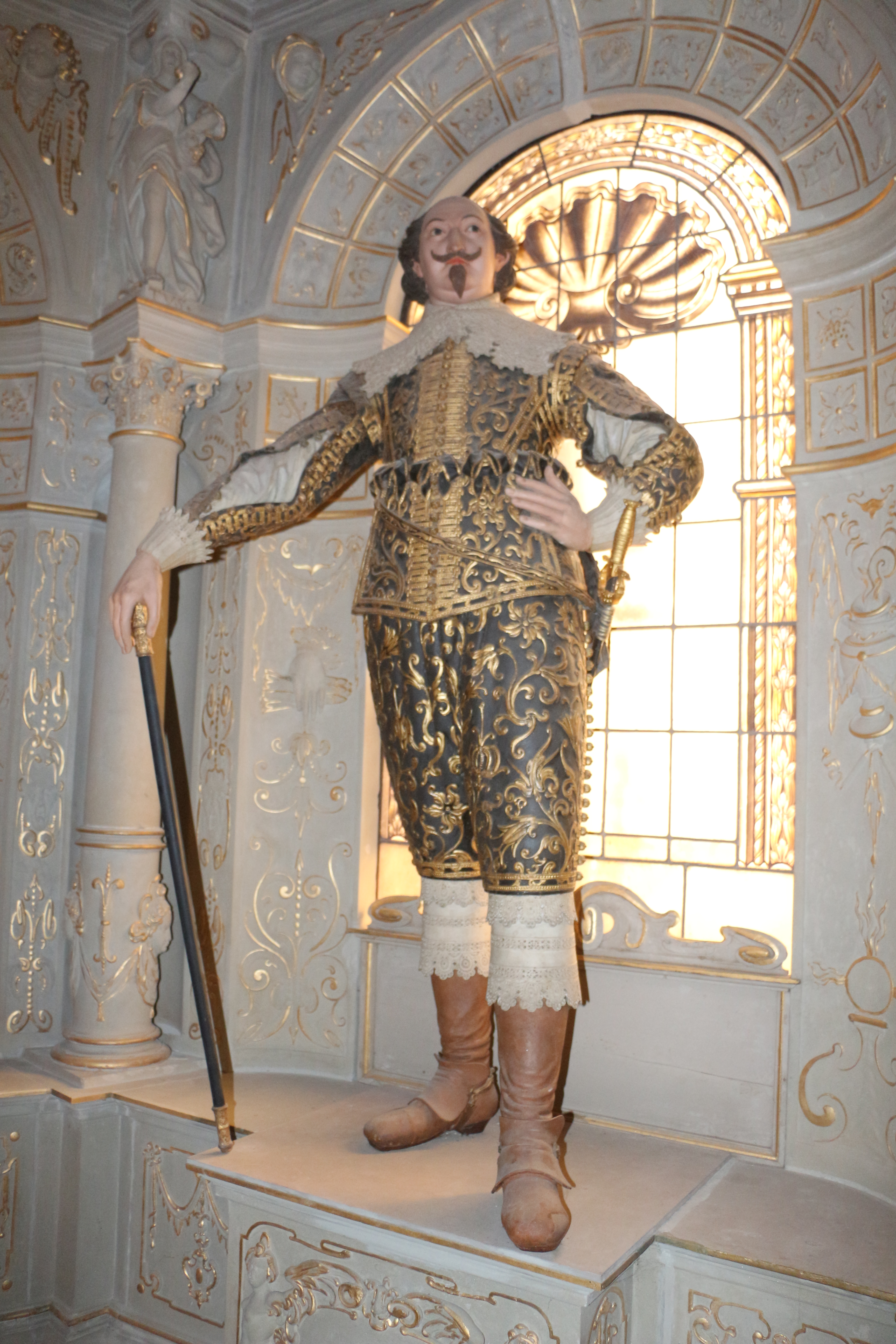
アドルフ・フリードリヒ1世（ドベラーン修道院）

アドルフ・フリードリヒ1世（Adolf Friedrich I., 1588年12月15日 - 1658年2月27日）は、メクレンブルク＝シュヴェリーン公（在位：1592年 - 1628年、1631年 - 1658年）。1634年から1648年にかけて、シュヴェリーン大司教区も管理者として統治した。

## 生涯
アドルフ・フリードリヒはメクレンブルク＝シュヴェリーン公ヨハン7世とゾフィー・フォン・ホルシュタイン＝ゴットルプの息子である。
1592年3月22日に父ヨハン7世が死去したため、叔父ウルリヒ3世およびカール1世の後見のもとシュヴェリーン公領を継承した。アドルフ・フリードリヒは宮廷長であり腹心でもあったザムエル・フォン・ベーアに伴われ、1606年から1607年にかけてスイスとフランスを巡るグランド・ツアーに出かけ、これに関してはアドルフ・フリードリヒ自身の手による旅行日記に記されている。アドルフ・フリードリヒは1608年4月16日に皇帝より成人を宣言され、弟のヨハン・アルブレヒト2世と共同でシュヴェリーン公領を統治し、1610年7月22日にカール1世が死去してからはギュストロー地方も統治した。1621年に公領を分割した際に、アドルフ・フリードリヒはシュヴェリーンを手に入れた。
アドルフ・フリードリヒとヨハン・アルブレヒト2世は1623年にニーダーザクセンの防衛同盟に参加し、戦争では中立を保とうと努めたが、密かにデンマーク王クリスチャン4世を支援したため、ルッターの戦いにおける勝利後はティリー指揮下の帝国軍から敵とみなされた。
1628年1月19日、皇帝フェルディナント2世はボヘミアのブランダイス城で文書を発行し、アドルフ・フリードリヒを公位から退位させ、最初は担保としてヴァレンシュタインをメクレンブルク公とし、1629年6月16日には世襲の地位とした。1628年5月、ヴァレンシュタインに促されてアドルフ・フリードリヒらは領地を離れ、1631年5月にヴァレンシュタインが打倒された後にスウェーデン軍の援助を得て帰国した。このために、アドルフ・フリードリヒらは暫定的にヴィスマールとペール島、およびノイクロスターとヴァーネミュンデをスウェーデンに割譲しなければならなかったが、ヴァーネミュンデを除く領地の一部は1648年のヴェストファーレン条約により最終的に割譲されたのに対し、アドルフ・フリードリヒはシュヴェリーンおよびラッツェブルクの司教区と聖ヨハネ騎士団のミロー領を手に入れた。
メクレンブルクはアドルフ・フリードリヒの治世の間、三十年戦争に大いに苦しめられた。スウェーデン軍と帝国軍の両方が領地を荒廃させ、人口は約30万人から約5万人に減少した。
アドルフ・フリードリヒは、「der Herrliche」という名で実りを結ぶ会の会員をつとめた。
1631年以降、吐酒石の発見者アドリアン・フォン・マインジヒトは主治医としてアドルフ・フリードリヒに仕えた。

## 結婚と子女
アドルフ・フリードリヒ1世には2度の結婚で19人の子供がおり、そのうち12人が成人した。
1622年、オストフリースラント伯エンノ3世（1563年 - 1625年）の娘アンナ・マリア（1601年 - 1634年）と結婚し、以下の子女をもうけた。
- クリスティアン・ルートヴィヒ1世（1623年 - 1692年） - メクレンブルク＝シュヴェリーン公
- ゾフィー・アグネス（1625年 - 1694年） - 1654年にリューン女子修道院長
- カール（1626年 - 1670年） - メクレンブルク＝ミロー公
- アンナ・マリア（1627年 - 1669年） - 1647年にザクセン＝ヴァイセンフェルス公アウグストと結婚
- ヨハン・ゲオルク（1629年 - 1675年） - メクレンブルク＝ミロー公
- グスタフ・ルドルフ（1632年 - 1670年） - メクレンブルク＝シュヴェリーン公

1635年にブラウンシュヴァイク＝ダンネンベルク公ユリウス・エルンスト（1571年 - 1636年）の娘マリア・カタリーナ（1616年 - 1665年）と結婚し、さらに子供をもうけた。
- ユリアネ・ジビッレ（1636年 - 1701年） - 1695年3月9日にリューン女子修道院長
- フリードリヒ1世（1638年 - 1688年） - メクレンブルク＝グラーボウ公
- クリスティーネ（1639年 - 1693年） - 1681年にガンダースハイム女子修道院長
- マリー・エリーザベト（1646年 - 1713年） - 1705年にリューン女子修道院長、1712年にガンダースハイム女子修道院長
- アンナ・ゾフィー（1647年 - 1726年） - 1677年にヴュルテンベルク＝ユリウスブルク公ユリウス・ジークムント（1653年 - 1684年）と結婚
- アドルフ・フリードリヒ2世（1658年 - 1708年） - メクレンブルク＝シュトレーリッツ公